# Amit Iwri
Amit Iwri (hebr. עמית עברי; ur. 2 września 1989 w Ejlacie) – izraelska pływaczka, specjalizująca się głównie w stylu motylkowym i w zmiennym.
Brązowa medalistka mistrzostw Europy z Debreczyna w wyścigu na 100 m motylkiem.
Uczestniczka igrzysk olimpijskich w Londynie (2012) na 100 m delfinem (18. miejsce) i 200 m stylem zmiennym (13. miejsce).